# Рагуля, Алексей Владимирович
Алексей Владимирович Рогуля (род. 25 марта 1935, деревня Сенно, Новогрудское воеводство, Польская Республика) — советский и белорусский литературовед. Профессор МГПУ имени М. Танка.

## Биография
Родился в крестьянской семье. После окончания Любчанской средней школы Новогрудского района (1951) год заведовал домом-читальней в родной деревне. В 1957 г. окончил филологический факультет Белорусского государственного университета. С 1957 по 1962 гг. преподавал русский язык в Халхолицкой и Зачистской школах Борисовского района, с 1962 по 1970 гг. преподавал белорусский язык и литературу в Республиканской школе спортивного профиля в Минске. С 1979 года — ассистент, преподаватель, с 1976 года — доцент Минского педагогического института.
Первый критическую статью опубликовал в 1970 г. Написал разделы о творчестве К.Чорного, И. Мележа, В. Быкова для учебника «История белорусской советской литературы» (1981—1983) для педагогических институтов. Принимал участие в издании Собрания сочинений К.Черного в 6 томах (1988—1991).